# Arasia eucalypti
Arasia eucalypti is een spinnensoort in de taxonomische indeling van de springspinnen (Salticidae).
Het dier behoort tot het geslacht Arasia. De wetenschappelijke naam van de soort werd voor het eerst geldig gepubliceerd in 1996 door Gardzinska.